# Then What
Then What is een nummer van de Belgische indierockband Balthazar uit 2015. Het is de tweede single van hun derde studioalbum Thin Walls.

## Achtergrondinformatie
In een interview met Studio Brussel noemde Balthazar "Then What" een "verwrongen lovesong". Frontman Maarten Devoldere bedoelt daarmee: "Zo geconsumeerd worden door verliefdheid op uw vriendin, dat u daar angstig van wordt omdat uw hele geluk ermee staat of valt. En daarmee uw zelfstandigheid ondergraven wordt. Dat voelt niet altijd aangenaam. Ik heb graag de touwtjes in handen in mijn leven, wil zelf het geluk in mijn leven bepalen. Met verliefdheid heb je op den duur niets meer in handen en verlies je de controle; je hebt het gevoel dat alles afhangt van een vrouw. Dat kan een wrange nasmaak geven. Hoewel de song ook weer één grote ode is aan die vrouw, natuurlijk".
"Then What" werd een bescheiden succesje in Vlaanderen, waar het de 2e positie behaalde in de Tipparade.

## Tracklijst
- Cd-single

1. "Then What" (radioversie) - 3:28
2. "Then What" (albumversie) - 4:09